# コルキス

■：コルキス王国の版図

コルキス（Colchis or Kolchis, ラズ語：Kolkhati ; グルジア語:  კოლხეთი ; 古代ギリシア語: Κολχίς, Kolchís）は、カフカース地方にあった古代グルジアの王国、地域。コルキスはグルジア民族（en:Georgians）およびそのサブグループの民族的文化的形成において、重要な役割を演じた。コルキス王国を初期グルジア国家として見た場合、東グルジアでのイベリア王国（カルトリ王国ともいう。en:Caucasian Iberia）統一以降の、中世のグルジアの国家性の発展に重大な貢献を果たした。
ギリシア神話の中では、アイエーテースやメーデイアの母国にして、アルゴナウタイの目的地で、また、アマゾーン族のいた土地もここだろうと言われている。この古代の地域の場所については、現在のグルジア西部とされ、具体的には、サメグレロ（en:Samegrelo）、イメレティ（en:Imereti）、グリア（en:Guria）、 アジャリア、スヴァネティ、ラチャ（en:Racha）、アブハジア各地方、およびトルコのリゼ県とトラブゾン・アルトヴィン県の一部と言われている。
コルキス人については、青銅器時代中期には既にカフカースに定住していたものと思われる。

## 地理学と地名
コルキス王国は、紀元前6世紀から紀元前1世紀にかけて存在した、最初のグルジア国家のことを指す。
しかしそれ以前の紀元前13世紀に、もう1つのグルジア民族の統一が黒海沿岸において成され、それを行ったのが西グルジアのコルキス王国だった。古代ギリシア・ローマの多くの著作家たちによると、その地域の境界は次のようになる。北はカフカース山脈で、山脈の向こうにはサルマタイがいた。東はイベリア王国とMontes Moschici（現在の小カフカース山脈）。南はアルメニア。南西部はポントス王国。西は黒海の、Corax川（おそらく現在のグルジア、アブハジアのBzybi川）からそう遠くないところ。著者たちにいくらかの差異があるのは、東の境界である。それゆえにストラボンはトラブゾンでコルキスが興ったとし、また、プトレマイオスは反対にポントス王国をリオニ川まで伸ばし、ピツンダ（en:Pitsunda）をコルキスの最北端の町とした。
コルキスの主要な川はファシス川（現リオニ川）で、何人かの学者はこの川が南の国境線であるとしているが、多くの学者たちは、ファシス川はカフカースから黒海に、コルキスの中央部を南西に貫いて流れていたのではないかと言っている。他にはAnticites（Atticitus）川（現クバン川）があった。アッリアノスは他にも多くの川を挙げているが、それらは山の急流よりも小さい川だったようである。それでも重要なものを挙げておくと、Charieis, Chobus or Cobus, Singames, Tarsuras, Hippus, Astelephus, Chrysorrhoasで、そのうちのいくつかはプトレマイオスや大プリニウスも言及している。
主な町には、ディオスクリア（現スフミ。ローマ帝国にはセバストポリスと呼ばれた）が黒海沿岸にあり、他に、Sarapana（現en:Shorapani）、ファシス（現ポティ、ピテュス（現ピツンダ）、アプサロス（現ゴニオ）、スリウム（現スラミ）、アルカイオポリス（現en:Nokalakevi）、Macheiresis、そして伝説上のメデイアの生地Cyta（あるいはCutatisium。現クタイシ）がある。メデイアの生地については、カリュアンダのスキュラクス（en:Scylax of Caryanda）は、他の著作家とは矛盾するが、Mala（Male）だと述べている。
「コルキス」という名前を最初に著したのは、アイスキュロスとピンダロスである。その前の作家たちは神話の王アイエーテースの住む場所をAea（Aia）と言っているだけだった。
コルヒダという表記も、特にギリシャ神話関連では用いられる。
現在でも「コルキス」はジョージア西部を指すことがあり、一帯は雨林と泥炭地が多い生物多様性ホットスポットであり、コイ、コルキスチョウザメ、オジロワシ、ミサゴ、マミジロゲリ、カタシロワシ、カオジロオタテガモ、ユーラシアカワウソなどが生息している。コルヘティ国立公園とイスパニ沼地はラムサール条約登録地であり、コルキスの雨林と湿地群は2021年にユネスコの世界遺産に登録された。

## 歴史

### 最初期
この地域は、十分な発達を遂げた青銅器文明の中心地であった。その文明はコルキス文明（en:Colchian culture）として知られ、青銅器時代中期にかけて出現した隣接するコバン文明（en:Koban culture）と関係があった。少なくともコルキスの一部では、都市化のプロセスは、古代ギリシアの植民以前、紀元前2000年の終わり頃までには、十分に進んでいたように見られる。青銅器時代後期（紀元前15世紀〜紀元前8世紀）のコルキス人は、ヨーロッパでその技術が習得されるずっと以前に、金属の製錬と鋳造を始め、その専門技術の発達ぶりが確認できる。洗練された農具も作られた。過ごしやすい風土に恵まれた、肥沃でよく灌漑された低地が、進歩的な農耕技術の成長を促進したのである。
コルキスには、主に黒海沿岸に、それぞれ関係はあるものの別個の部族が定住した。具体的には、Machelones、Heniochi、Zydretae、Lazi、Tibareni、Mossynoeci、Macrones、Moschi、Marres、Apsilae（現代のアブハズ語を喋っていたかも知れない）、Sanigae（現代のアバザ語を喋っていたかも知れない）、Coraxi、Coli、Melanchlaeni、Geloni、そしてSoani（Suani）族である。これらの部族は言語的にも外見上も、周辺諸国とは異なっていて、古代人はこの現象を説明するのに、さまざまな理屈を考えた。ヘロドトスは、エジプト人やエチオピア人と同様、彼らは最初に割礼を実施した人々であると述べた。ヘロドトスはまたスキタイとトラキアを征服したファラオ・セソストリスの軍隊の残存者から生じたとも信じていて、彼らをエジプト人だと見なしており、シケリアのディオドロスも類似の伝説を伝えている。このセソーストリスはセンウセレト3世（紀元前1878年 - 紀元前1841年）とかラムセス2世ではないかと考えられている。一方、ロドスのアポローニオスは、コルキスのエジプト人は先祖伝来の家宝として、相当の装身具と一緒に、海や交通路を描いた多くの木製の写字板を保存していたと言った。この意見は古代人に広く受け入れられることはなかったが、近代の著作家の何人かが、完璧とは言わないにせよ、弁護したこともあった。（アラブの奴隷売買に先行して）黒海地方に黒色人種がいたようで、もしかしたらその起源は古代の外エジプト遠征まで辿ることができるかも知れないが、考古学的証拠によって確認されたわけではない。
なお、現代の学説では、コルキスの主な部族はラズ系ミングレリア人の直系の祖先で、グルジア人ならびにアブハジア人の民族的起源で重要な役割を演じたとされている。

### クルハ（コルカ）
紀元前13世紀、この地方に定住した部族の合併が進み、その結果としてコルキス王国が形成された。アルゴナウタイの目的地、メデイアの故郷、特異な魔法の領土として、ギリシア神話の中で知られたその国力は、ウラルトゥ人にもQulha（またはKolkha, Kilkhi）として知られていた。近隣国家との戦争が絶えず、紀元前750年代、コルキスはDiauehi（en:Diauehi）の一部を吸収合併したが、紀元前750年〜紀元前748年および紀元前744年〜紀元前742年の戦争で、いくつかの州（Ildemusaの王都を含む）をウラルトゥのサルドゥリス2世（Sarduris II）に奪われた。紀元前730年代〜紀元前720年代にかけては、キンメリアとスキタイの侵略を受け、王国は崩壊し、紀元前6世紀中頃にかけてアケメネス朝（ペルシア帝国）の支配下に入った。北コルキスに住んでいた部族（Tibareni、Machelones、Macrones、MoschiとMarres）はペルシアの19番目の州に併合され、その間、彼らは「自発的に」服従して、ペルシア宮廷に100人の少女と100人の少年を5年ごとに送った。ペルシア帝国は繁栄した商業と他の地方との広域の経済的商業的繋がりを持っていて、その影響がコルキスの社会経済的発展を促進させた。

### ギリシアの植民地化

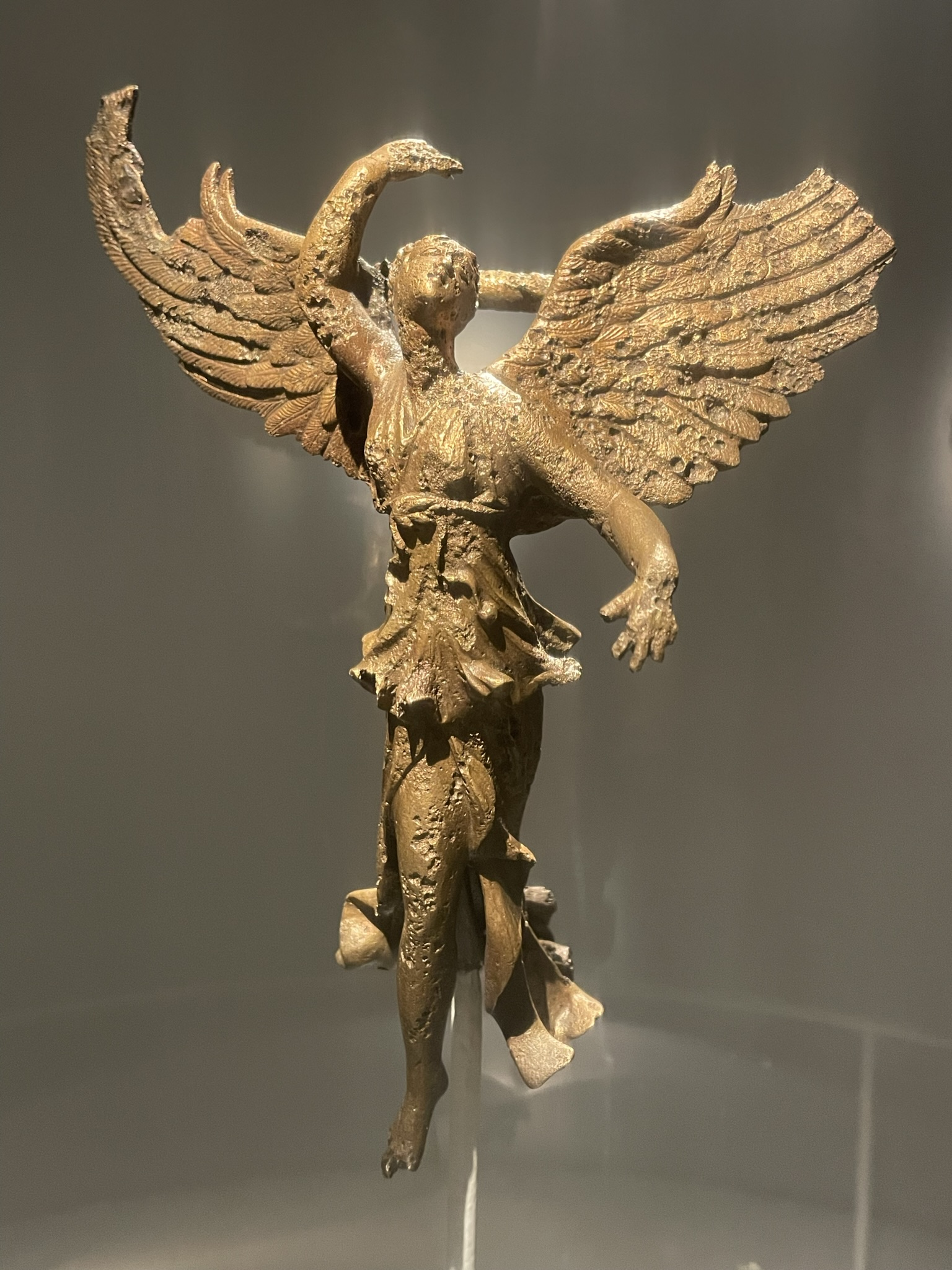
グルジアのヴァニで発見された女神ニケの像

発達した経済と良好な地理的自然的条件が、ミレトスのギリシア人をコルキスに引きつけて、紀元前6世紀から紀元前5世紀にかけて、彼らはコルキスの沿岸部に交易の拠点として、ファシス、Gyenos、ディオスクリア（現スフミ）といった植民地を建設した。ギリシア人にとってのコルキスは、古代ギリシアのことわざにある「最遠の航海」の果てに辿り着く、ギリシア社会が知る最も東の、日のいずる場所と考えられた。コルキスはまた、アレクサンドロス3世（アレキサンダー大王）の征服した土地の外側にあった。ファシスとディオスクリアはともに、少数の商人が寡頭政治を敷くギリシア人都市だった。表面上でも全体が同化する以前は、後背地からやって来たコルキス人による騒ぎが時々はあった。ペルシア帝国の崩壊後、エグリシ（Egrisi）という名で知られていたコルキスの重要な部分は、紀元前302年頃に生まれたばかりのイベリア王国（カルトリ王国）に併合された。しかしすぐに、コルキスはそれから離脱し、長（sceptuchi）によって統治されるいくつかの小さな公国に分裂した。それらはポントス王国のミトリダテス6世に征服されるまで、ある程度の自治を維持していた。

### ポントス王国の統治下
ミトリダテス6世は紀元前83年にこの地方の反乱を鎮めると、息子のミトリダテス・クレストゥスにコルキスを与えた。しかしこの息子は父親に対して陰謀を企てた容疑で、まもなく処刑された。第三次ミトリダテス戦争の期間、ミトリダテス6世は別の息子Macharesをコルキス王にしたが、彼が権力をふるったのは短い間だった。紀元前65年にミトリダテス6世がローマに敗北すると、コルキスはグナエウス・ポンペイウスに占領された。ポンペイウスはこの地方の長の1人であったOlthacesを捕虜にし、その代わりにアリスタルコスを王朝の君主とした（紀元前65年〜紀元前47年）。
ポンペイウスの失脚後、ミトリダテス6世の子ファルナケス2世が、ガイウス・ユリウス・カエサル（ジュリアス・シーザー）がプトレマイオス朝の内紛（ナイルの戦いを参照）にかかりきりだったのを幸いに、カエサルが派遣したグナエウス・ドミティウス・カルウィヌスを破って、コルキス、アルメニア、ならびにカッパドキアの一部を落としたが、ゼラの戦いでファルナケスはカエサル軍に敗れた。ファルナケス2世の子で後継者でもあるポルモン1世の支配下、コルキスはポントス王国ならびにボスポロス王国の一部であった。ポレモン1世の死後（紀元前2年以降）、その2番目の妻Pythodoridaがポントスとともにコルキスを支配し続けたが、ボスポラス王国は彼女の権力を剥奪した。彼女の息子で後継者のポレモン2世は、ローマ皇帝ネロによって王位の放棄を説得され、ポントスならびにコルキスはガラティア（63年 ）後にはカッパドキア（81年）の属州に組み込まれた。

### ローマ支配下
海岸の主要な要塞都市はローマに占領されていたにもかかわらず、ローマの支配はかなり緩かった。69年、アニケトゥスに率いられたポントスとコルキスの人々は、失敗には終わったが、ローマ帝国に対して反乱を起こした。山間部の部族は、有力な仲間であるスヴァネティ（Soanes）やHeniochiとともに、たびたびコルキスの低地および沿岸部を侵略した。ローマに対して名目上の敬意を払うことで、彼らは自分たちの王国を持ち、自治を享受した。1世紀のはじめにはキリスト教が広がりだした。言い伝えによると、聖アンデレ、熱心党のシモン、聖マタタ（Matata）がコルキスと関係がある。しかし、4世紀までは、ヘレニズム、地元のペイガニズム、ミトラ教が広範囲に広がっていた。130年代までには、北から順に、Sanigia 、アブハジア、Apsilia、Lazica、Heniochi、Machelonsといった王国がこの地方を支配していた。253年、クリミア半島に住んでいたゴート族は新しい居住地を求めてコルキスに侵略してきたが、ピツンダのローマ守備隊の助けを得て撃退した。3世紀から4世紀までには、多くの地方の王国ならびに公国はLazicaの王たちによって征服され、後にこの地方全体はEgrisi（エグリシ）と呼ばれるようになった。

## 統治者
コルキスの統治者についてほとんどわかっていないが、次のような人物の名が挙がっている。
- アイエーテース - ギリシアの伝説ではコルキスの強力な王として讃美されていて、歴史上実在した人物と考える歴史家も何人かいるが、それを裏付ける証拠は存在しない。
- Kuji （紀元前302年頃〜紀元前237年）中世のグルジアの年代記によると、イベリア王国のPharnavaz1世の庇護を受け、エグリシを統治した王子。
- Akes（Basileus Aku） - 紀元前4世紀の終わりのコルキス王。スタテル硬貨にその名前がある。
- Saulaces - 紀元前2世紀の「王」と、いくつかの古代の文献に書かれてある。
- Mithradates Chrestus（紀元前83年以降）。ポントス王国の庇護を受け、支配。（注：彼の統治期間、地方の長はいくらかの権力を行使し続けた。その1人Olthacesは紀元前65年、ポンペイウスの捕虜になったと、ローマの文献に書かれてある）
- アリスタルコス（紀元前65年 - 紀元前47年）ポンペイウスの庇護を受けた君主。

## 神話の中のコルキス
ギリシア神話によると、コルキスは英雄世界のミステリアスな外縁部にある伝説的な豊かな土地だった。戦いの神アレースを祀った森の木に、アイエーテースは金羊毛を打ち付けていたが、それはイアーソーンとアルゴナウタイによって略奪された。またコルキスは、プロメーテウスが人間に火を与えた罪により、山に鎖で縛られて、ハゲタカに肝臓をついばまれた場所でもあった。アマゾーンもまたコルキスが起源のスキタイだと言われている。コルキス出身の神話の登場人物には、アイエーテース、メーデイア、アプシュルトス、カルキオペー（en:Chalciope）、キルケー、エイデュイア、パーシパエーがいる。

## 読書案内
- Braund, David. 1994. Georgia in Antiquity: A History of Colchis and Transcaucasian Iberia 550 BC-AD 562. Clarendon Press, Oxford. ISBN 0-19-814473-3
- Gocha R. Tsetskhladze. Pichvnari and Its Environs, 6th c BC-4th c AD. Annales Littéraires de l'Université de Franche-Comté, 659, Editeurs: M. Clavel-Lévêque, E. Geny, P. Lévêque.   Paris: Presses Universitaires Franc-Comtoises, 1999. ISBN 2-913322-42-5
- Otar Lordkipanidze. Phasis: The River and City of Colchis. Geographica Historica 15, Franz Steiner 2000. ISBN 3-515-07271-3
- Alexander Melamid. Colchis today. (northeastern Turkey): An article from: The Geographical Review.  American Geographical Society, 1993. ISBN B000925IWE
- Akaki Urushadze. The Country of the Enchantress Media, Tbilisi, 1984 (in Russian and English)